# 436 pr. n. št.

## Rojstva
- Artakserks II., veliki kralj Perzije († 358 pr. n. št.)